# Deron Williams
Pour les articles homonymes, voir Williams.
Deron Michael Williams, né le 26 juin 1984 à Parkersburg en Virginie-Occidentale (États-Unis), est un joueur américain de basket-ball évoluant au poste de meneur.
Sélectionné en troisième position par le Jazz de l'Utah lors de la draft 2005 de la NBA, il participe à trois reprises au All-Star Game et compte plus de 15 000 points en NBA.
Avec les États-Unis, il remporte la médaille d'or lors des Jeux Olympiques de Pékin en 2008 et lors des Jeux Olympiques de Londres en 2012.

## Biographie

### 2001: Les débuts
En 2001, Deron Williams joue en tant que junior pour le lycée texan The Colony High Schooldans l'Illinois.  Il affiche une moyenne par match de 17 points, 9,4 passes décisives et 2 interceptions. Cette année-là, il mène son équipe, les Cougars, jusqu'aux demi-finales de son championnat contre ''Bryan High après avoir enregistré 32 victoires pour seulement 2 défaites en saison régulière.
En 2002, il passe en catégorie senior. Il enregistre avec les Cougars 29 victoires pour 2 défaites, et à titre individuel des statistiques de 17,6 points, 8,5 passes, 6,1 rebonds et 2,6 interceptions de moyenne par match. Il atteint une nouvelle fois les demi-finales.

### 2002-2005: Carrière universitaire prometteuse
Williams est recruté par l'équipe de l'université de l'Illinois, les Fighting Illini de l'Illinois pour la saison 2002-2003 de NCAA par Bill Self. Pour son année de débutant, il débute 30 des 32 matchs de son équipe et se classe à la troisième position de la Big Ten Conference en termes de passes décisives : il en délivre 4,53 par match.
Sa rencontre avec Bruce Weber, coach de l'équipe depuis avril 2003, sera très bénéfique pour Williams. Il l'aidera à s'améliorer et se perfectionner jusqu'à la fin de sa carrière universitaire. En tant que sophomore (deuxième saison), il améliore considérablement ses statistiques. Il passe à 14 points par match et 6.17 passes décisives en moyenne. Deron Williams est élu à la fois par les entraîneurs de la ligue et par les médias dans la First-Team All-Big Ten selection.
En 2005, Williams mène les Fighting Illini de l'Illinois en division une du tournoi de NCAA. Cette saison-là voit l'Illinois être invaincu jusqu'au dernier match de la saison régulière, match perdu d'un point seulement contre Ohio State. L'épopée de l'équipe lors du Final Four est marquée par le come back exceptionnelle contre les Wildcats de l'Arizona. Menés de 15 points à quelques minutes de la fin du match, les joueurs de l'Illinois l'ont finalement emporté sur le fil, grâce à Deron Williams, qui inscrit un premier 3 points à 38.5 secondes du terme pour égaliser, puis un second lors des prolongations qui permettra à l'équipe de parachever cette belle victoire.
Williams reçoit de nombreux trophées lors de la saison 2004-2005. Il est nommé dans la Second Team All American, mais également dans la First Team All-Big Ten, la Big Ten All-Tournament Team, et la All-Final Four team. Il est aussi nommé pour le titre de joueur le plus remarquable de la région de Chicago en NCAA et termine finaliste du Wooden.
C'est en 2005 que Williams mène son équipe jusqu'au Final Four. Il est à noter que 4 joueurs de cet effectif allaient devenir de futurs joueurs NBA, à savoir Dee Brown, Roger Powell, James Augustine, and Luther Head.

### Carrière professionnelle

#### 2005-2011: Jazz de l'Utah
Williams se déclare éligible à la draft de la NBA à l'issue de la saison 2004-2005. Il est sélectionné en troisième position, après Andrew Bogut et Marvin Williams.
Auteur d'une saison rookie correcte avec une moyenne de 17 points, 7 passe décisive et 4 rebond Williams a enchaîné depuis trois saisons des moyennes supérieures à 16 points et 9 passes décisives par match.
Il remporte le concours de meneur (Skills Challenge) lors du NBA All-Star Week-End 2008. 
Il a participé aux NBA All-Star Game 2010 et NBA All-Star Game 2011 ainsi qu'à la victoire des États-Unis aux Jeux olympiques de Pékin 2008.

#### 2011-2015: Nets du New Jersey/Nets de Brooklyn
En 2011, après avoir causé beaucoup de problème en interne et dégoûté Jerry Sloan au point d'amener ce dernier à démissionner de son poste d’entraîneur, il est échangé du Jazz de l'Utah aux Nets du New Jersey contre Devin Harris et Derrick Favors. Il bat le record du nombre de passes décisives en 3 matchs avec un nouveau club avec 15,7 passes par matches de moyenne (47 passes décisives). Après l'annonce du lockout lors de l'été 2011, il s'engage en Turquie avec le Besiktas JK. Le 5 mars 2012, Deron Williams marque 57 points (record de la saison) avec les Nets du New Jersey dans leur victoire (104-101) face aux Bobcats de Charlotte ; il ajoute à cela 6 rebonds et 7 passes décisives.
Le 3 juillet 2012, il s'engage verbalement à resigner avec les Nets après avoir hésité entre son équipe et celle des Mavericks de Dallas pour un montant de 100 millions de dollars sur 5 ans.
Le 11 juillet, le deal devient officiel et il resigne pour 98,8 millions de dollars sur cinq saisons.
Lors de la saison 2012-2013, Deron Williams est nettement en dessous de son niveau des années passées. C'est pour cela qu'il n'est même pas sélectionné pour le All Star Game 2013. Il n'est plus le patron qu'il était à Utah ou même l'année dernière chez les Nets du New Jersey. Les Nets sont quasiment assurés d'être en Playoffs. Mais lors du mois de Mars il redevient décisif et très important pour son équipe. Son duo avec Joe Johnson refait des merveilles. Il remonte ses moyennes de saison également. Mais il effectue surtout un record. En effet, le 8 mars 2013, il bat le record du nombre de tirs à points réussis en une mi-temps avec 9 paniers primés inscrits contre les Wizards de Washington, il finira le match à 11/16 au total et avec 42 points dont 33 en première mi-temps.
Le 9 juillet 2015, il demande à être coupé par les Nets pour rejoindre les Mavericks de Dallas. Le 10 juillet, les Nets mettent un terme à son contrat en contrepartie de 25 millions de dollars alors qu'il lui restait deux ans et 43 millions de dollars.

#### 2015-Fév.2017: Mavericks de Dallas
Le 14 juillet 2015, il signe chez les Mavericks de Dallas pour deux ans et dix millions de dollars, il marque lors de la saison 15-16 une moyenne de point de 14,1.
Le 23 février 2017, il est coupé par Dallas.

#### Fév.2017-Juin 2017: Cavaliers de Cleveland
Le 27 février 2017, il s'engage avec les Cavaliers de Cleveland pour la fin de saison 2016-2017.

## Palmarès

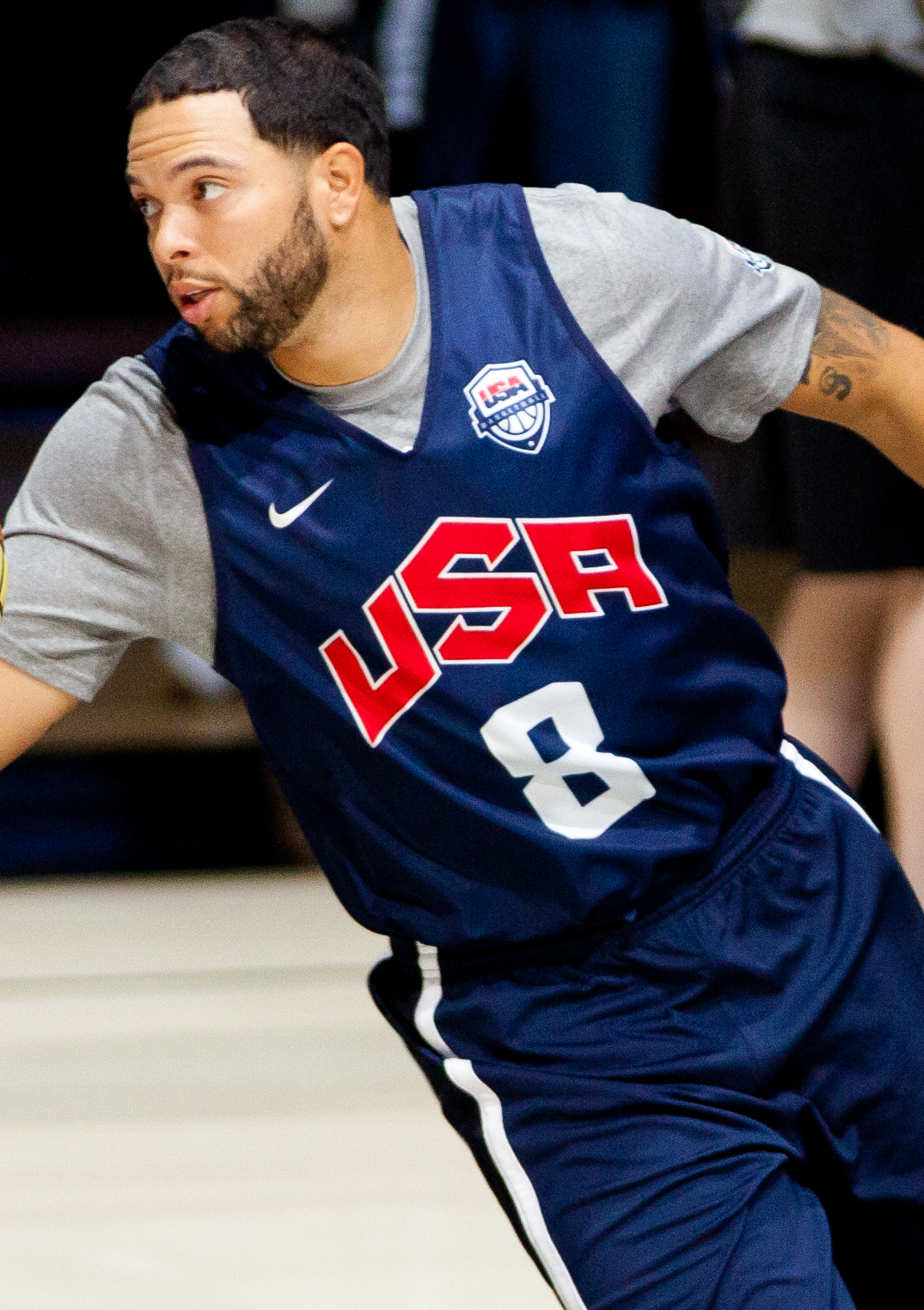
Deron Williams avec Team USA.

### Sélection nationale
Deron Williams obtient deux titres avec sa sélection nationale :
- Médaillé d'or aux Jeux olympiques d'été de 2008 à Pékin.
- Médaillé d'or aux Jeux olympiques d'été de 2012 à Londres.

### Distinctions personnelles
Il obtient également quelques distinctions personnelles :
- 3 sélections au NBA All-Star Game en 2010[11], 2011[12] et 2012[13].
- All-NBA Second Team en 2008 et 2010[14].
- Vainqueur du Skills Challenge lors du NBA All-Star Week-end 2008[15].
- MVP de la 3e semaine d'EuroChallenge en 2011[16].
- Maillot retiré par le Besiktas[17].

## Statistiques

### Universitaires
Les statistiques de Deron Williams en matchs universitaires sont les suivantes :
| Saison    | Équipe   | Matchs | Titul. | Min./m | % Tir | % 3pts | % LF | Rbds/m. | Pass/m. | Int/m. | Ctr/m. | Pts/m. |
| --------- | -------- | ------ | ------ | ------ | ----- | ------ | ---- | ------- | ------- | ------ | ------ | ------ |
| 2002-2003 | Illinois | 32     | 30     | 27,1   | 42,6  | 35,4   | 53,3 | 2,97    | 4,53    | 1,44   | 0,16   | 6,31   |
| 2003-2004 | Illinois | 30     | 29     | 33,9   | 40,1  | 39,4   | 78,7 | 3,23    | 6,20    | 1,03   | 0,33   | 14,00  |
| 2004-2005 | Illinois | 39     | 39     | 33,7   | 43,3  | 36,4   | 67,7 | 3,64    | 6,77    | 0,97   | 0,21   | 12,54  |
| Carrière  | Carrière | 101    | 98     | 31,7   | 42,0  | 37,4   | 68,5 | 3,31    | 5,89    | 1,14   | 0,23   | 11,00  |

### Professionnelles

#### Saison régulière
Les statistiques de Deron Williams en saison régulière de la NBA sont les suivantes :
| Saison        | Équipe        | Matchs | Titul. | Min./m | % Tir | % 3pts | % LF | Rbds/m. | Pass/m. | Int/m. | Ctr/m. | Pts/m. |
| ------------- | ------------- | ------ | ------ | ------ | ----- | ------ | ---- | ------- | ------- | ------ | ------ | ------ |
| 2005-2006     | Jazz          | 80     | 47     | 28,8   | 42,1  | 41,6   | 70,4 | 2,42    | 4,49    | 0,75   | 0,21   | 10,80  |
| 2006-2007     | Jazz          | 80     | 80     | 36,9   | 45,6  | 32,2   | 76,7 | 3,34    | 9,31    | 0,97   | 0,16   | 16,21  |
| 2007-2008     | Jazz          | 82     | 82     | 37,3   | 50,7  | 39,5   | 80,3 | 2,96    | 10,51   | 1,10   | 0,28   | 18,84  |
| 2008-2009     | Jazz          | 68     | 68     | 36,8   | 47,1  | 31,0   | 84,9 | 2,87    | 10,66   | 1,07   | 0,29   | 19,44  |
| 2009-2010     | Jazz          | 76     | 76     | 36,9   | 46,9  | 37,1   | 80,1 | 3,99    | 10,50   | 1,26   | 0,21   | 18,67  |
| 2010-2011     | Jazz          | 53     | 53     | 37,9   | 45,8  | 34,5   | 85,3 | 3,87    | 9,70    | 1,21   | 0,23   | 21,30  |
| 2010-2011     | Nets          | 12     | 12     | 38,0   | 34,9  | 27,1   | 79,3 | 4,58    | 12,75   | 1,25   | 0,25   | 15,00  |
| 2011-2012*    | Nets          | 55     | 55     | 36,3   | 40,7  | 33,6   | 84,3 | 3,33    | 8,75    | 1,22   | 0,36   | 20,98  |
| 2012-2013     | Nets          | 78     | 78     | 36,4   | 44,0  | 37,8   | 85,9 | 2,97    | 7,74    | 0,96   | 0,38   | 18,92  |
| 2013-2014     | Nets          | 64     | 58     | 32,2   | 45,0  | 36,6   | 80,1 | 2,62    | 6,12    | 1,45   | 0,20   | 14,30  |
| 2014-2015     | Nets          | 68     | 55     | 31,1   | 38,7  | 36,7   | 83,4 | 3,49    | 6,59    | 0,94   | 0,25   | 13,00  |
| 2015-2016     | Mavericks     | 65     | 63     | 32,4   | 41,4  | 34,4   | 86,9 | 2,92    | 5,82    | 0,94   | 0,22   | 14,12  |
| 2016-2017     | Mavericks     | 40     | 40     | 29,3   | 43,0  | 34,8   | 82,1 | 2,55    | 6,83    | 0,65   | 0,05   | 13,05  |
| Carrière      | Carrière      | 821    | 767    | 34,6   | 44,4  | 35,6   | 82,2 | 3,14    | 8,20    | 1,05   | 0,24   | 16,60  |
| All-Star Game | All-Star Game | 3      | 0      | 21,3   | 55,2  | 50,0   | 0,0  | 2,33    | 5,67    | 2,00   | 0,67   | 13,00  |

Note : 
- Cette saison NBA a été réduite de 82 à 66 matchs. Lors du lock-out, Deron Williams joue quelques mois avec le club turc Besiktas JK, club avec lequel il tourne à une moyenne de 21,4 points.
- Dernière modification le 24 février 2017

#### Playoffs
Les statistiques de Deron Williams en playoffs de la NBA sont les suivantes :
| Saison   | Équipe    | Matchs | Titul. | Min./m | % Tir | % 3pts | % LF | Rbds/m. | Pass/m. | Int/m. | Ctr/m. | Pts/m. |
| -------- | --------- | ------ | ------ | ------ | ----- | ------ | ---- | ------- | ------- | ------ | ------ | ------ |
| 2007     | Jazz      | 17     | 17     | 38,6   | 45,2  | 33,3   | 79,0 | 4,29    | 8,59    | 1,53   | 0,24   | 19,24  |
| 2008     | Jazz      | 12     | 12     | 42,8   | 49,2  | 50,0   | 77,3 | 3,58    | 10,00   | 0,58   | 0,33   | 21,58  |
| 2009     | Jazz      | 5      | 5      | 42,1   | 41,4  | 36,0   | 82,9 | 3,80    | 10,80   | 1,80   | 0,40   | 20,20  |
| 2010     | Jazz      | 10     | 10     | 39,8   | 45,0  | 39,2   | 80,2 | 2,70    | 10,20   | 1,00   | 0,40   | 24,30  |
| 2013     | Nets      | 7      | 7      | 41,7   | 42,5  | 39,5   | 82,2 | 3,14    | 8,43    | 1,00   | 0,57   | 20,57  |
| 2014     | Nets      | 12     | 12     | 35,7   | 39,5  | 34,0   | 80,0 | 3,17    | 5,83    | 1,08   | 0,17   | 14,50  |
| 2015     | Nets      | 6      | 6      | 32,0   | 39,1  | 42,3   | 85,7 | 6,17    | 5,50    | 1,33   | 0,00   | 11,83  |
| 2016     | Mavericks | 3      | 3      | 16,4   | 33,3  | 42,9   | 00,0 | 0,67    | 2,67    | 0,33   | 0,00   | 5,00   |
| Carrière | Carrière  | 72     | 72     | 38,1   | 43,9  | 39,3   | 80,1 | 3,62    | 8,22    | 1,12   | 0,28   | 18,53  |

## Records sur une rencontre en NBA
Les records personnels de Deron Williams en NBA sont les suivants, :
| Record de la franchise |

| Type de statistique        | Saison régulière | Saison régulière          | Saison régulière | Playoffs | Playoffs                | Playoffs      |
| Type de statistique        | Record           | Adversaire                | Date             | Record   | Adversaire              | Date          |
| -------------------------- | ---------------- | ------------------------- | ---------------- | -------- | ----------------------- | ------------- |
| Points                     | 57               | @ Bobcats de Charlotte    | 4 mars 2012      | 35       | 2 fois                  | 2 fois        |
| Paniers marqués            | 16               | 2 fois                    | 2 fois           | 13       | 2 fois                  | 2 fois        |
| Paniers tentés             | 29               | @ Bobcats de Charlotte    | 4 mars 2012      | 25       | 2 fois                  | 2 fois        |
| Paniers à 3 points réussis | 11               | Wizards de Washington     | 8 mars 2013      | 7        | Hawks d'Atlanta         | 27 avril 2015 |
| Paniers à 3 points tentés  | 16               | Wizards de Washington     | 8 mars 2013      | 11       | 3 fois                  | 3 fois        |
| Lancers francs réussis     | 21               | @ Bobcats de Charlotte    | 4 mars 2012      | 16       | @ Nuggets de Denver     | 19 avril 2010 |
| Lancers francs tentés      | 21               | @ Bobcats de Charlotte    | 4 mars 2012      | 18       | @ Nuggets de Denver     | 19 avril 2010 |
| Rebonds offensifs          | 4                | @ Celtics de Boston       | 11 novembre 2009 | 5        | @ Lakers de Los Angeles | 4 mai 2008    |
| Rebonds défensifs          | 8                | 4 fois                    | 4 fois           | 9        | 2 fois                  | 2 fois        |
| Rebonds totaux             | 9                | 3 fois                    | 3 fois           | 10       | @ Hawks d'Atlanta       | 22 avril 2015 |
| Passes décisives           | 21               | 2 fois                    | 2 fois           | 17       | @ Lakers de Los Angeles | 19 avril 2009 |
| Interceptions              | 6                | @ Lakers de Los Angeles   | 23 février 2014  | 5        | Spurs de San Antonio    | 26 mai 2007   |
| Contres                    | 4                | Trail Blazers de Portland | 25 novembre 2012 | 2        | 4 fois                  | 4 fois        |
| Balles perdues             | 10               | @ Heat de Miami           | 10 avril 2017    | 7        | 5 fois                  | 5 fois        |
| Minutes jouées             | 54               | Clippers de Los Angeles   | 6 novembre 2010  | 58       | @ Bulls de Chicago      | 27 avril 2013 |

- Double-double : 297 (dont 22 en playoffs)
- Triple-double : 0

## Pour approfondir
- Liste des meilleurs passeurs en NBA en carrière.